# بوتش بينتون
بوتش بينتون (بالإنجليزية: Butch Benton)‏ هو لاعب كرة قاعدة أمريكي، ولد في 24 أغسطس 1957 في تامبا في الولايات المتحدة.

## وصلات خارجية
- بوتش بينتون على موقع دوري كرة القاعدة الرئيسي (الإنجليزية)
- بوتش بينتون على موقعبيزبول رفرنس.كوم (الدوري الرئيسي) (الإنجليزية)
- بوتش بينتون على موقعبيزبول رفرنس.كوم (الدوري الثانوي) (الإنجليزية)
- بوتش بينتون على موقع إي إس بي إن.كوم (أم.أل.بي) (الإنجليزية)
- بوتش بينتون على موقع مشجعي الرسوم البيانية (الإنجليزية)